# Percy Heath
Percy Heath (Wilmington, Carolina del Norte, 30 de abril de 1923-Southampton, Nueva York, 28 de abril del 2005) fue un contrabajista de jazz estadounidense, hermano del saxofonista tenor Jimmy Heath (James Edward Heath, n. 1926) y del baterista Albert "Tootie" Heath, con quienes formó el conjunto Heath Brothers en 1975. Percy Heath también trabajó junto a Miles Davis, Dizzy Gillespie, Charlie Parker, Wes Montgomery y Thelonious Monk, y formó parte del Modern Jazz Quartet.

## Biografía
Se crio en Filadelfia (Pensilvania). Su padre era clarinetista, y su madre cantaba en el coro de la iglesia. 
Percy comenzó a tocar el violín a los ocho años. 
Mucho después, en 1944, ingresó en el ejército estadounidense, y lo destinaron al cuerpo de Tuskegee Airmen, aunque nunca llegaría a entrar en combate.
Después de la guerra, decidió dedicarse de forma profesional a la música, por lo que se compró un contrabajo y se unió a la Granoff School of Music de Filadelfia, fundada por la inmigrante ucraniana Isadore Granoff (1902 - 2000). Al poco tiempo, Percy Heath tocaba en los clubs de jazz de la ciudad. 

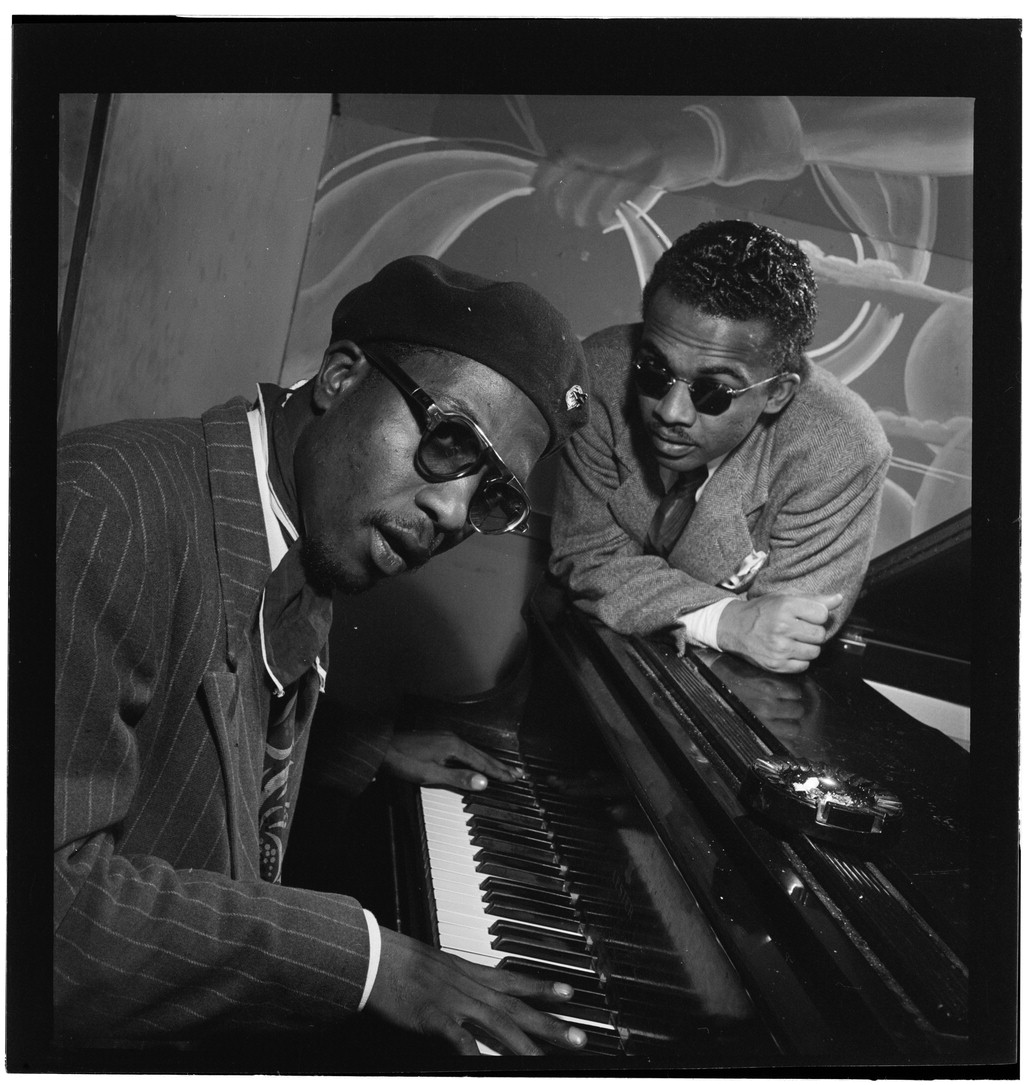
Thelonious Monk y Howard McGhee. 1947.

Grabó en Chicago en 1948 junto a su hermano un álbum para Milt Jackson como miembros del sexteto del trompetista Howard McGhee (1918 - 1987). Después de mudarse a Nueva York a finales de los años 1940, Percy y Jimmy Heath comenzaron a tocar con bandas de Dizzy Gillespie. En esta época, Percy también fue miembro de la banda del trompetista Joe Morris (1922 - 1958), junto a Johnny Griffin.
Algunos miembros de la orquesta de Gillespie, como el pianista John Lewis, el baterista Kenny Clarke, Milt Jackson y el contrabajista Ray Brown, al marcharse de ella decidieron montar una banda; ya habían empezado a ser conocidos por sus interludios durante las actuaciones de la banda de Gillespie, que, como se dice en Allmusic, servían para que descansara el resto de la orquesta. La nueva banda se llamaría Modern Jazz Quartet. Cuando Brown dejó el cuarteto para unirse a la banda de su esposa Ella Fitzgerald, fue reemplazado por Heath, y la banda dio comienzo oficialmente en 1952, y Connie Kay (1927 - 1994) sustituiría a Clarke poco después. El Modern Jazz Quartet tocó de forma regular hasta su disolución en 1974; la banda se volvió a unir en 1981, y grabó por última vez en 1993.

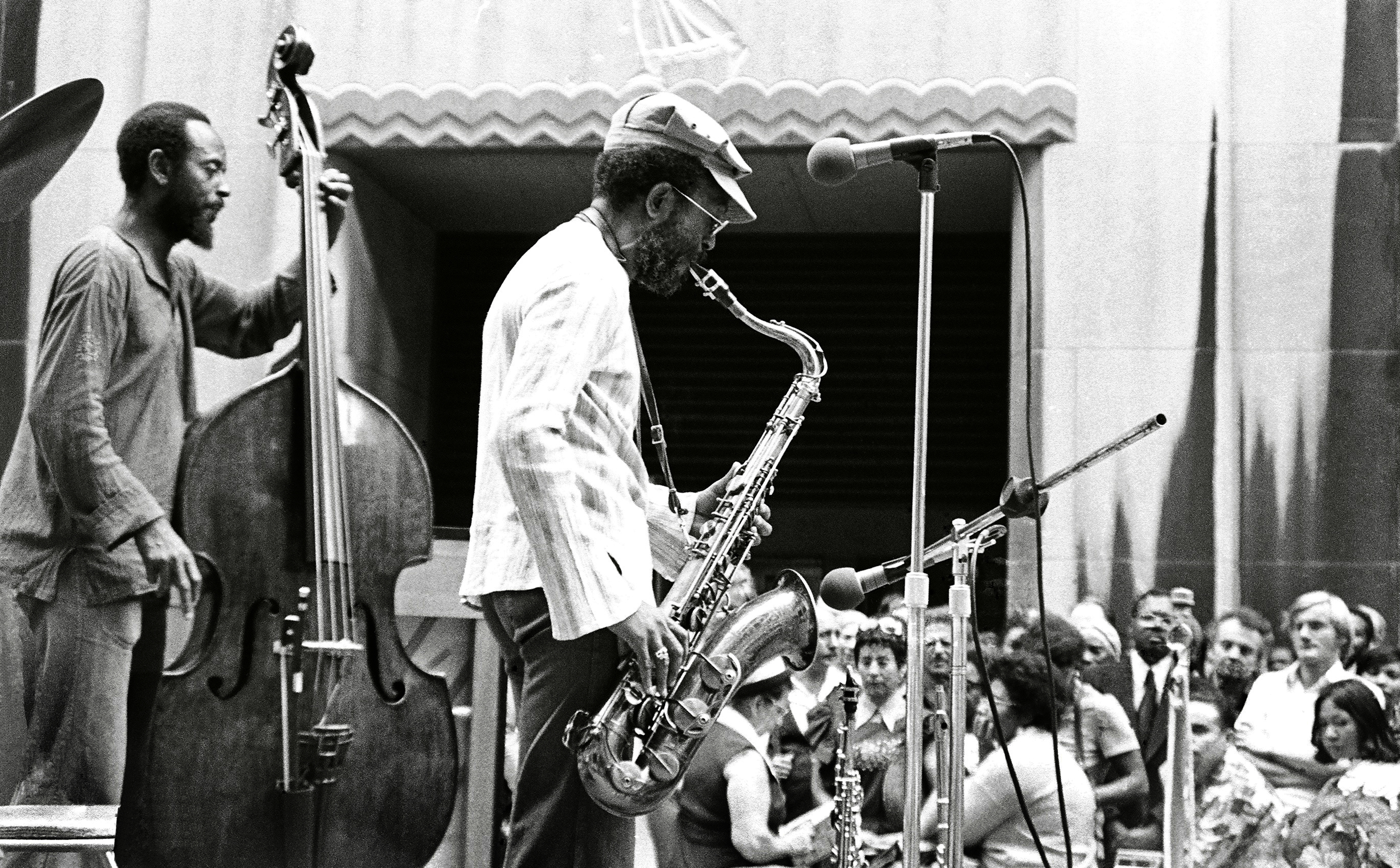
Percy y Jimmy Heath. 1977.

En 1975, Percy Heath y sus hermanos formaron el grupo Heath Brothers junto al pianista Stanley Cowell. A menudo, Percy tocaba el violonchelo en lugar del contrabajo.
En el 2003, a los 81 años de edad, lanzó su primer disco como líder de banda con la casa de discos Daddy Jazz. El álbum, titulado A Love Song, recibió muy buenas críticas. Su hermano Albert Heath tocó la batería en el disco, junto al contrabajista Peter Washington (n. 1964) y el pianista Jeb Patton.
Percy Heath murió de un cáncer de huesos dos días antes de cumplir los 82 años de edad.

## Discografía parcial

### Con Dizzy Gillespie
- Dee Gee Days: The Savoy Sessions (originalmente, en Dee Gee, 1951-52; reedición de Savoy de 1976)[3]

- Dizzy and Strings (Norgran, 1954)[4]

- The Bop Session (Sonet, 1975);[5] participan Sonny Stitt, Hank Jones, John Lewis y Max Roach

### ConMiles Davis
- Bags' Groove[6] (Prestige, 1954)

- Walkin' (Prestige, 1954)

- Blue Haze (Prestige, 1954)

- Miles Davis Volume 1 (Blue Note, 1955)

- Miles Davis Volume 2 (Blue Note, 1955)

- Miles Davis and the Modern Jazz Giants (Prestige, 1958)

### Con Milt Jackson
- Milt Jackson Quartet (Pretige, 1955)

- Meet Milt Jackson (grabaciones de 1949 a 1956; publ. en 1956 por Savoy)

- Ballads & Blues (Atlantic, 1956)

- Plenty, Plenty Soul (Atlantic, 1957)

- Bags & Flutes (Atlantic, 1957)

### ConCannonball Adderley
- Know What I Mean? (Riverside, 1961), con Bill Evans al piano

### Con los Heath Brothers
- Marchin' On (Strata-East Records, 1975)

- Passin' Thru (Columbia Records, 1978)

- Live at the Public Theatre (Columbia Records, 1979)

- In Motion (Columbia Records, 1979)

- Expressions of Life (Columbia Records, 1980)

- Brotherly Love (Antilles Records, 1981)[7]

- Brothers and Others (Antilles Records, 1981)

- As We Were Saying (Concord Records, 1997)

- Jazz Family (Concord Records, 1998)

- Endurance (Jazz Legacy Productions, 2009)

### A su nombre
- A Love Song (Daddy Jazz, 2003), con Jeb Patton, Peter Washington y Albert "Tootie" Heath